# یخچال‌های شمال کمربندی سبزوار ۲
یخچالهای شمال کمربندی سبزوار۲ مربوط به دوره قاجار است و در شهرستان سبزوار، حاشیه جنوبی اتوبان مشهد به تهران واقع شده و این اثر در تاریخ ۱۰ دی ۱۳۸۱ با شمارهٔ ثبت ۶۶۵۲ به‌عنوان یکی از آثار ملی ایران به ثبت رسیده است.